# Mirjam Wulfse
E.M. (Mirjam) Wulfse is een Nederlandse VVD-politica en bestuurster. Sinds 6 juli 2023 is zij voorzitter van de stuurgroep van de Erfgoed Deal.

## Biografie

### Opleiding en maatschappelijke loopbaan
Wulfse ging naar het vwo aan het Carolus Borromeus College in Helmond en Het College Weert en volgde een kunstvakopleiding tot meester goudsmid aan de Vakschool Schoonhoven. Na haar opleiding vestigde ze zich in Groningen, studeert een jaar economie aan de Open Universiteit, haalt een certificaat vwo Spaans en studeert bij instituut Praehep.
Zij richt in de jaren ‘80 een eigen zaak met winkel op, werkt vanuit haar eigen atelier , exposeert en is docent edelsmeden bij VRIJDAG in Groningen. Daarnaast houdt ze zich bezig met de oprichting van een afdeling beeldende kunst bij Het Kielzog in Hoogezand en organiseert grote kunstprojecten met o.a. basisscholen, is actief in een ondernemersvereniging en de ondernemersraad bij kunstencentrum VRIJDAG.  

### Politieke loopbaan
Van 2007 tot 2011 was Wulfse werkzaam als beleidsmedewerker voor de VVD-Statenfractie van Groningen. In 2011 werd zij gekozen in Provinciale Staten en tot 2019 was zij zelf actief als Statenlid, waarvan vanaf 2014 als VVD-fractievoorzitter.
Vanaf mei 2019 was zij gedeputeerde van Groningen met in haar portefeuille Ruimtelijke ordening (inclusief grondbeleid), Cultuur (inclusief erfgoed, archeologie  en evenementenbeleid), Nationaal Programma Groningen (tweede aanspreekpunt), grote gebiedsontwikkelingen zoals de Oostpolder, samenwerking met 3 gemeentes in A7/N33 verband, rondom de N366 met gemeentes in Groningen en Drente en rond Westpoort/Matsloot bij Groningen. Daarnaast had zij Dienstverlening, Digitalisering (inclusief informatiestrategie en ICT), Toerisme en recreatie en Gebied West-Groningen Westerkwartier in portefeuille.
Vanuit haar functie als gedeputeerde was zij voorzitter van de Regio Groningen-Assen (RGA), de noordelijke cultuursamenwerkingsverband  “We The North” en het Gegevensknooppunt Groningen (data), lid van het algemeen bestuur van het Waddenfonds en het Nationaal Programma Groningen, lid van de landelijke kopgroep Omgevingswet en de landelijke kopgroep Interprovinciale Digitale agenda, portefeuille data, lid van de landelijke bestuurlijke adviescommissie Cultuur en de landelijke bestuurlijke adviescommissie Ruimtelijke Ontwikkeling, Wonen en Water.
Op 3 november 2022 werd bekend dat Wulfse is verkozen tot lijsttrekker van de VVD voor de Provinciale Statenverkiezingen van 2023 in Groningen. Op 29 maart 2023 werd zij lid van de Provinciale Staten van Groningen. Op 5 juli dat jaar kwam er een nieuw college waar de VVD geen deel uitmaakt en derhalve haar ambt als gedeputeerde eindigde. Sinds 6 juli dat jaar is zij voorzitter van de stuurgroep van de Erfgoed Deal. Op 19 juli dat jaar volgde partijgenoot Brilstra haar op als Statenlid.